# Namie (Fukushima)
Namie (jap. 浪江町, -machi) ist eine Kleinstadt im Landkreis Futaba der japanischen Präfektur Fukushima.

## Geografie
Namie liegt am Pazifischen Ozean. In 10 km Entfernung von der Küste steigt das Abukuma-Hochland an, das von Wäldern geprägt und weitgehend unbesiedelt ist. Tief in diesem Hochland erstreckt sich auch die westliche Hälfte von Namie, die nur mit einem vergleichsweise schmalen Korridor mit dem weitaus stärker bevölkerten Ostteil verbunden ist.
Namie ist umgeben von Minamisōma im Nordosten, Iitate im Norden, Kawamata im Nordwesten, Nihonmatsu und Tamura im Westen, Katsurao im Südwesten, sowie Ōkuma und Futaba im Süden.

## Geschichte
Die Gemeinde Namie entstand im Zuge der landesweiten Reorganisation des Gemeindewesens am 1. April 1889 und befand sich in dem damaligen Landkreis Shineha (標葉郡, -gun). Dieser Landkreis wurde am 1. April 1896 mit dem Landkreis Naraha (楢葉郡, -gun) zum Landkreis Futaba (双葉郡, -gun), wörtlich: „zwei ha (葉)“, zusammengelegt.
1898 erlangte Namie eine historische Aufwertung mit der Gründung einer Gemeindestation der Nippon Tetsudō. Am 1. März 1900 erfolgte die Aufstufung von einer Dorfgemeinde (mura) zur Kleinstadt (machi).
Am 10. Oktober 1953 wurden die Dörfer Ukedo (請戸村, -mura) und Kiyohashi (幾世橋村, -mura) südöstlich bzw. nordöstlich von Namie eingemeindet. Am 1. Mai 1956 folgten Ōbori (大堀村, -mura) südwestlich, Karino (苅野村, -mura) westlich und Tsushima (津島村, -mura) tief im Abukuma-Hochland westlich. 1955 betrug die Einwohnerzahl von Namie 28.800. Am 1. April 1958 wurden der Ortsteil Nakano und Teile von Morotake, die Teil des früheren Ukedo waren, aus- und nach Futaba eingemeindet. Genau zwei später wiederholte sich dies mit Teilen von Nakahama und wiederum Teilen von Morotake.
Die Stadt strebte danach, einem Bevölkerungsrückgang und finanziellen Schwierigkeiten entgegenzuwirken. Als die Präfektur Fukushima 1960 Kernkraftwerke in ihrem Gebiet errichtete, wurde Namie zwar zunächst ein Standort-Kandidat, das Kernkraftwerk Fukushima Daiichi jedoch schließlich in den nahe gelegenen Städten Futaba und Ōkuma gebaut. Das Kernkraftwerk trug in der Folge zur Verlangsamung des Bevölkerungsrückgangs und damit zur Streuung der Gesellschaft und Ökonomie bei. Viele Kernkraftwerk-Mitarbeiter (2010: rund 30 Prozent der Belegschaft) lebten in Namie und stärkten dessen Wirtschaftskraft. Von den 20.888 Einwohnern, die Namie im Dezember 2010 hatte, arbeiteten etwa 2.500 im Kernkraftwerk Fukushima Daiichi.

### Tōhoku-Erdbeben, -Tsunami und Nuklearkatastrophe 2011

#### Schäden und Opfer

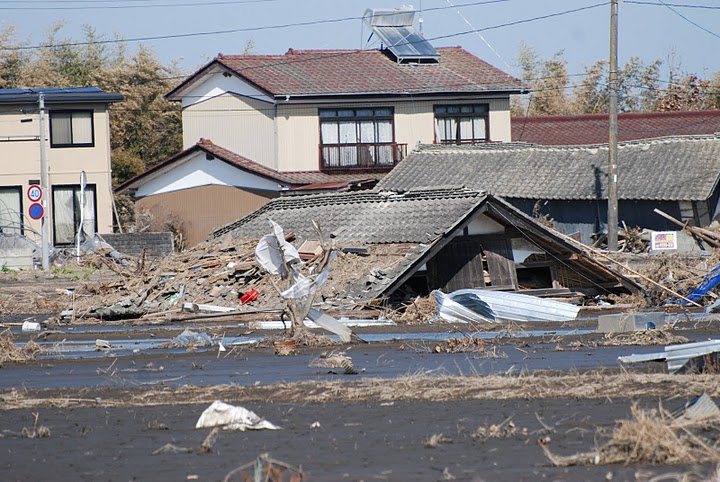
Vom Tsunami am 11. März 2011 zerstörtes Haus in Namie (Foto: 11. April 2011)

Die Stadt wurde am 11. März 2011 vom Tōhoku-Erdbeben und dem davon verursachten Tsunami schwer getroffen. Die Zahl der völlig zerstörten Wohngebäude wird mit 772 beziffert, die der teilweise zerstörten mit 2.384.
Die Brand- und Katastrophenschutzbehörde (Fire and Disaster Management Agency, FDMA) meldete bis zu ihrem 145. Schadensbericht vom 13. März 2012 insgesamt 182 Tote und 2 Vermisste für Namie als Folge der Dreifachkatastrophe (namentlich des Tsunamis) von 2011, erhöhte ihre Angabe dann in ihrem 146. Schadensbericht vom 28. September 2012 auf 344 Tote und 33 Vermisste und im 158. Schadensbericht (7. September 2018) auf 576 Tote und 31 Vermisste.
Gemessen an der Gesamtbevölkerung Namies, die bei der Volkszählung von 2010 mit 20.905 angegeben worden war, betrug die Opferquote durch die Katastrophe von 2011 2,9 %, wenn alle in dem 157. FDMA-Schadensbericht registrierten Toten und Vermissten berücksichtigt werden.
Die Ukedo Grundschule der Stadt Namie, wenige hundert Meter von der Küste entfernt, wurde 2011 von einer fünf Meter hohen Wasserfront getroffen und verwüstet. Sie ist heute ein Mahnmal, das besichtigt werden kann. Alle 80 Kinder und 14 Lehrkräfte entkamen damals dem Tsunami: sie liefen auf einen nahe gelegenen Hügel.

#### Evakuierung
Als Gegenmaßnahme zur Nuklearkatastrophe wurde ein Sperrgebiet um das Kernkraftwerk Fukushima Daiichi in einem Umkreis von 20 km ausgewiesen. Es gab jedoch auch jenseits dieses 20-km-Radius viele andere Standorte mit hohen Strahlungswerten, da radioaktive Partikel über den Wind aus dem havarierten Kraftwerk fortgetragen wurden. Zu diesen Orten zählten Namie sowie 10 weitere Dörfer und Städte, darunter Minamisōma, Naraha, Tomioka, Kawauchi, Ōkuma, Futaba, Katsurao, Iitate, Tamura und Kawamata. Diese Regionen wurden entsprechend ihrer radioaktiven Belastung nach der Erlassung der Evakuierungsanordnungen vom 7. Mai 2013 in folgende vier verschiedene Kategorien eingeteilt: Gebiete mit einer Strahlenbelastung von weniger als 20 mSv pro Jahr, die von der Regierung als Schwellenwert für eine dauerhafte Rückkehr behandelt wurde, bildeten die Kategorie 1. Gebiete dieser Kategorie 1 konnten die Einwohner nach eigenem Ermessen und ohne Einsatz von Schutzausrüstung betreten mit der einzigen Einschränkung, dass sie dort nicht übernachten durften. Diese Gebiete waren bereit für eine Aufhebung des Evakuierungsbefehls. In Gebieten mit einer Strahlenbelastung zwischen 20 und 50 mSv pro Jahr (Kategorie 2) war den Einwohnern ein dauerhafter Aufenthalt untersagt. Gebiete mit über 50 mSv pro Jahr (Kategorie 3) wurden als langfristig ungeeignet für eine Rückkehr der Einwohner angesehen. Einen Sonderstatus nahm ein viertes Evakuierungsgebiet ein.
Aufgrund des Tsunamis und wegen der von der Naturkatastrophe ausgelösten Nuklearkatastrophe von Fukushima musste die ganze Stadt und der größte Teil der Gemeinde, deren Gebiet bis auf die schwächer bewohnte westliche Hälfte innerhalb der 20 km-Sperrzone liegt, evakuiert werden. Am 12. März evakuierten sich Einwohner selbst mithilfe ihrer eigenen Fahrzeuge und mit von der Stadt bereitgestellten Bussen. Die meisten von ihnen verließen das Gebiet in nordwestlicher Richtung – der gleichen Richtung, die auch die radioaktiven Wolken genommen hatten – auf der Nationalstraße 114 als einziger bestehender Fluchtroute und suchten Zuflucht im Tsushima-Kaseika-Zentrum, das innerhalb des Bereichs der stärksten Strahlenbelastungsgruppe lag. Es wird davon ausgegangen, dass die Einwohner Namies Strahlenbelastungen von 19 μSv/h ausgesetzt waren. Notunterkünfte außerhalb der 20-km-Evakuierungszone beherbergten in der Folge 14.000 Evakuierte, während 7.000 Evakuierte bald in anderen Präfekturen aufgenommen worden waren. Die Gemeindeverwaltung wurde nach Nihonmatsu verlegt. Der Bürgermeister von Namie, Tamotsu Baba, erklärte im Jahr 2012, man habe am Morgen des 12. März 2011 über das Fernsehprogramm von dem Nuklearstörfall gehört, als der Premierminister den Bewohnern der 10-km-Zone um das Kernkraftwerk die Evakuierung anordnete. Von der Regierung seien hingegen keinerlei Evakuierungsanordnungen erlassen worden. Das Übereinkommen der Stadt Namie mit dem Betreiber des Kernkraftwerks Fukushima Daiichi, der Tokyo Electric Power Company (TEPCO), im Fall jeglicher Störfälle informiert zu werden, habe nie funktioniert. Nach den von der japanischen Regierung aufgestellten Richtlinien muss TEPCO monatlich 100.000 Yen an jeden Bewohner zahlen, der zur Evakuierung gezwungen war, solange dieser evakuiert ist. Der Betrag wurde mit Bezug auf die monatliche Beihilfe von rund 120.000 Yen berechnet, die durch eine Kfz-Haftpflichtversicherung an Personen gezahlt wird, die infolge von Verkehrsunfällen in ein Krankenhaus eingeliefert werden. Die Stadtverwaltung von Namie argumentierte dagegen, der Betrag sei zu niedrig bemessen, da er nicht die Schäden berücksichtigt, die durch den Nuklearenstörfall verursacht wurden. Zudem berücksichtige auch nicht den Umstand, dass die Nuklearkatastrophe über viele Jahre aufgebaute Gemeinden aufgelöst hat. Die Regierung von Namie forderte, die monatliche Entschädigung auf 350.000 Yen für psychische Gewalt zu erhöhen.
Da die Dekontaminierung radioaktiv belasteter Gebiete eine lange Zeit in Anspruch nimmt, begannen die Kommunalverwaltungen von Namie, Okuma, Futaba und Tomioka Ende 2011, „temporäre Städte“ oder Migrantengemeinschaften für die aus ihren ursprünglichen Gemeinden Vertriebenen zu planen. Sowohl Gemeindeverwaltungen und öffentliche Einrichtungen als Auch die Einwohner wurden in diese temporären Städte verlegt. Im Dezember 2011 formulierte die Präfekturverwaltung von Fukushima einen Wiederaufbauplan, dessen Grundkonzepte darin bestanden, eine sichere und nachhaltige Gesellschaft ohne Kernenergie aufzubauen, Fukushima neu zu beleben und Städte wiederherzustellen. Im März 2012 wurde ein Gesetz der „besonderen Maßnahmen für die Wiedergeburt von Fukushima“ erlassen. Im Juli 2012 verabschiedete das Kabinett grundlegende Richtlinien für den Wiederaufbau in Fukushima, die das Ziel verfolgten, den Wiederaufbau und die Wiederbelebung nach dem Nuklearunfall in ganzheitlicher Weise zu fördern. Von September 2012 bis März 2013 formulierten die vier Gemeinden Namie, Ōkuma, Futaba und Tomioka – in die die Einwohner nicht zurückkehren konnten – Sanierungspläne. Da nicht bekannt war, wann die Menschen in ihre Heimatgemeinden zurückkehren könnten, umfassten die Pläne die Umsiedlung in andere Gemeinden, aber keinen detaillierten Wiederaufbau der ursprünglichen Gemeinden.
Im März 2013 fuhren auf Einladung Babas Autos von Google durch die gesperrte Stadt, um Bilder für den Internetdienst Google Street View aufzunehmen.
Bei den Evakuierten in Notunterkünften handelte es sich vornehmlich um ältere Menschen, da viele junge Familien mit Kindern aufgrund der Angst vor unsichtbaren Gefahrstoffen und aufgrund fehlender Arbeitsplatzangebote in weiter entfernte Städte ausgewichen waren. Aus der Gemeinde evakuierte Bewohner berichteten von Frustration, sich verschlechternder Gesundheit und einem wachsenden Gefühl unfairer Behandlung. Die Mehrzahl der evakuierten Einwohner lebte in der Folge getrennt von ihrer erweiterten Familie, was als eine von verschiedenen Ursachen für einen Anstieg von Frustration angesehen wird. Über die Hälfte der Einwohner zog von anderen Familienmitgliedern fort (einschließlich älterer Eltern), mit denen sie vor der Katastrophe zusammengelebt hatten. Einer Umfrage zufolge traf ein Drittel der Evakuierten die Entscheidung, niemals in ihre Heimatstadt zurückzukehren. Als Gründe gaben sie an, es bestehe keine Hoffnung auf eine Absenkung der Strahlenbelastung, der Nuklearstörfall werde nie unter Kontrolle gebracht werden und es werde schwierig werden die soziale Infrastruktur wieder aufzubauen. 70 Prozent derjenigen an der Umfrage teilnehmenden evakuierten Bewohner, die nach Namie zurückkehren wollten, stellten Bedingungen für ihre Rückkehr, insbesondere die Absenkung der Strahlenbelastung, den Wiederaufbau der Infrastruktur und die Rückkehr eines bestimmten Prozentsatzes der Bevölkerung.
Sperrzone
Am 1. April 2013 wurde Namie aus der Sperrzone ausgegliedert und stattdessen nach radioaktiver Belastung gestaffelt in drei Zonen der Kategorien 1 (Gebiet bereit für Aufhebung des Evakuierungsbefehls), 2 (Einwohnern ist dauerhafter Aufenthalt untersagt) und 3 (langfristig ungeeignet für Rückkehr der Einwohner) eingeteilt. Am 31. März und 1. April 2017 hob die japanische Regierung die Evakuierungsbefehle für rund 32.000 Einwohner aus den vier strahlenbelasteten Gemeinden Iitate, Kawamata, Namie und Tomioka auf, denen somit wieder erlaubt war, in ihre Häuser zurückzukehren. Die einzigen Orte, die damit noch Gegenstand von Evakuierungsbefehlen waren, waren Futaba und Ōkuma sowie Teile der fünf benachbarten Städte und Dörfer Minamisōma, Iitate, Namie, Tomioka, Katsurao.

## Verkehr
Die wichtigsten Fernstraßen von Namie sind die Jōban-Autobahn nach Misato oder Watari, die Nationalstraße 6 nach Chūō (Tokio) oder Sendai, die Nationalstraße 114 nach Fukushima, die Nationalstraße 399 nach Iwaki oder Nan’yō, sowie die Nationalstraße 459 nach Niigata.
Anschluss an das Schienennetz besteht durch die JR Jōban-Linie zum Bahnhof Nippori in Arakawa (einem Stadtbezirk von Tokio) oder nach Iwanuma. In Namie gibt es nur einen Bahnhof.

## Bildung
In Namie befinden sich die Grundschulen (浪江町立X小学校, Namie-chōritsu X shōgakkō) Namie, Ukedo, Kiyohashi, Ōbori, Karino und Tsushima, die Mittelschulen (浪江町立X中学校, Namie-chōritsu X chūgakkō) Namie, Namie-Ost (浪江東, Namie higashi) und Tsushima, sowie die präfekturale Oberschule Namie (福島県立浪江高等学校, Fukushima-kenritsu Namie kōtō gakkō) und deren Zweig in Tsushima (福島県立浪江高等学校津島校, Fukushima-kenritsu Namie kōtō gakkō Tsushima-kō).